# Filip Hrgović
Filip Hrgović (født 4. juni 1992 i Zagreb) er en kroatisk professionel bokser. 

## Tidlige liv
Filip Hrgović' far, der var født i Livno, Bosnien og Hercegovina, arbejder med kroatiske motorveje, mens hans mor, født i Zagreb, er uddannet i kinesiologi og var fokuseret på at opfostre deres fem børn.

## Boksekarriere

### Amatørkarriere
Hrgović's første store resultat kom, da han i 2010 vandt guld i super-sværvægt ved VM i amatørboksning. I 2013 nåede han kvartfinalen ved VM for seniorer, og i 2015 nåede han sit foreløbigt største resultat, da han blev europamester.
EM-guldet gav ham adgang til OL 2016 i Rio de Janeiro, og her var han oversidder i første runde, hvorpå han besejrede en cubaner i kvartfinalen. I semifinalen mødte han franske Tony Yoka, som sejrede i en tæt i en tæt kamp. Yoka vandt efterfølgende guld efter finalesejr over britiske Joe Joyce, mens de to tabere af semifinalerne, Hrgović og kazakhiske Ivan Dytjko, begge fik bronze.

## Professionel karriere
Den 30. september 2017 startede Hrgović sin professionelle karriere med en første-omgangs-KO-sejr over Raphael Zumbano fra Brasilien. Hrgović skrev kontrakt med Sauerland Promotions efter sin debut.
Hrgović vandt alle fem af sine kampe i 2018, og blev nomineret til Ring magazine Prospect of the Year award.
Den 26. september 2020 knockoutede han græske Alexandre Kartozia i 2. omgang i Struer i Danmark.